# Rodhocetus

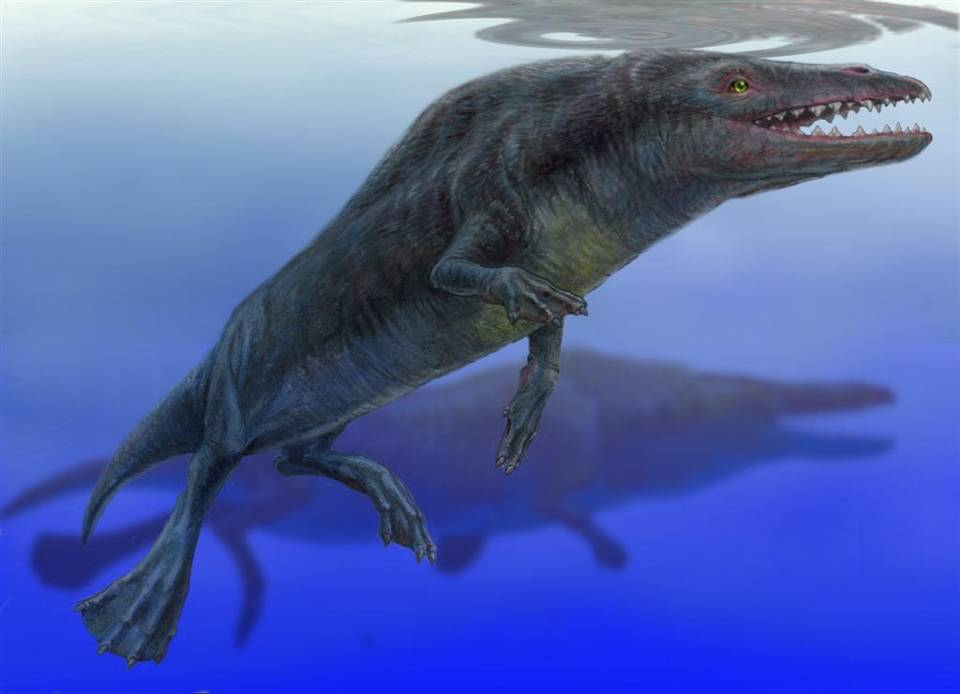
Rodhocetus.

Rodhocetus là một trong vài chi cá voi đã tuyệt chủng với các đặc trưng còn sót lại của động vật có vú sống trên đất liền, vì thế nó là minh chứng cho sự chuyển tiếp từ đất liền ra biển mà các loài cá voi đã trải qua. Loài đầu tiên được miêu tả (Rhodocetus kasrani) năm 1995 thể hiện các đặc trưng này như khung chậu lớn hợp nhất với cột sống, các chân sau và răng phân dị. Loài miêu tả muộn hơn (Rodhocetus balochistanensis) vào năm 2001 với các xương mắt cá chân được phục hồi, càng làm tăng thêm khả năng liên kết sự phát sinh loài của cá voi với động vật guốc chẵn (Artiodactyla) và làm suy yếu sự liên hệ với Mesonychia.
Rodhocetus balochistanensis trên thực tế được coi là minh chứng cho mối liên hệ tiến hóa trực tiếp tới động vật guốc chẵn (các thành viên điển hình còn sinh tồn của nhóm này là hà mã và lợn). Điều này góp phần loại bỏ các thuyết trước đó dựa trên hóa thạch cho rằng cá voi là hậu duệ trực tiếp của Mesonychia, dù cho nó phù hợp với các nghiên cứu về mối quan hệ di truyền giữa cá voi và các động vật khác.
Lời xác nhận này dựa trên cấu trúc các xương mắt cá chân của loài này, với ròng rọc (phần ở giữa của bề mặt khớp của xương cẳng chân) là cuộn kép. Đặc điểm này chỉ có ở động vật guốc chẵn, và các bộ động vật khác sống trên đất liền chỉ có ròng rọc cuộn đơn.
Các xương tai của Rodhocetus rất giống xương tai của cá voi, mặc dù kiểu bơi của chúng là rất khác biệt. Rodhocetus là động vật bán thủy sinh và có các chân sau to, giống chân chèo để đẩy nó trong nước. Nó cũng có đuôi to khỏe, có thể có tác dụng như bánh lái.
Nhiều tác giả cho rằng Rodhocetus có thể có kiểu bơi giống như rái cá hiện đại, nhưng thông qua phân tích các thành phần cơ bản năm 2003, tiến sĩ Philip Gingerich đã chứng minh rằng các tỷ lệ các phần trong các chi của nó gần giống như của chuột xạ Nga (Desmana moschata).
Các hóa thạch đầu tiên của loài này được Philip Gingerich tìm thấy tại tỉnh Balochistan, Pakistan năm 2001. Với niên đại khoảng 47 triệu năm trước, chúng là một trong số các phát hiện gần đây, bao gồm cả Pakicetus, và điều này đã làm sáng tỏ hơn một chút đáng kể về nguồn gốc tiến hóa bí ẩn của cá voi.